# 357148 El-Maarry
357148 El-Maarry este o planetă minoră (asteroid) din centura de asteroizi. A fost descoperită pe 2 februarie 2002 la stazione osservativa di Asiago Cima Ekar⁠(d) de . 
Obiectul prezintă o orbită caracterizată de o semiaxă mare de 2,3582523673513 UAi, o excentricitate de 0,08099911494461, o înclinație de 6,0629272777526 ° în raport cu ecliptica.